# Centuria (Wisconsin)
Centuria è un comune degli Stati Uniti, situato in Wisconsin, nella Contea di Polk.